# Patricia Ashley
Patricia Ashley (Huntington Beach, 28 april 1991) is een Amerikaans actrice.
Ashley begon haar carrière als model, maar begon al snel haar eigen Disney-show, genaamd Gotcha Covered. Dit werd twee jaar lang uit gezonden op Disney Channel. Ze verscheen in tientallen reclames voor bedrijven als Target en Sears. Verder speelde ze in vele films, voornamelijk kleinere rollen, voor Disney Channel en Disney XD.

## Filmografie
- 2008: Gotcha Covered
- 2009: iCarly
- 2010: Just Another Lost Soul
- 2011: Victorious